# 前口渉
前口 渉（まえぐち わたる、1981年6月29日 - ）、は、日本の音楽プロデューサー、作曲家、編曲家。石川県出身。スマイルカンパニー所属。eyelisのメンバー。

## 提供作品
eyelis
- 「CAN'T TAKE MY EYES OFF YOU」（編曲・サウンドプロデュース）
- 「CAN'T TAKE MY EYES OFF YOU (Reprise)」（編曲・サウンドプロデュース）
- 「ヒカリノキセキ」（編曲・サウンドプロデュース）
- 「未来への扉」（編曲・サウンドプロデュース）
- 「空の涯て」（編曲・サウンドプロデュース・ギター）
- 「銀世界」（作曲・編曲・サウンドプロデュース）
- 「僕は今」（編曲・サウンドプロデュース）
- 「ページ 〜君と綴る物語〜」（編曲・サウンドプロデュース）
- 「One NEXUS」（編曲）
- 「ナチュラリズム」（作曲・編曲・サウンドプロデュース）
- 「Proloque〜God only knows 第三幕」（編曲）
- 「コイノシルシ」（編曲）
- 「AFTER 0:00」（編曲）
- 「Wonder Wind」（編曲）
- 「HAPPYEND」（編曲）
- 「早春賦」（編曲）
- 「Epiloque〜DATTE大本命」（編曲）

葵 from 彩冷える
- 「想い出になる前に」（編曲）
- 「Everlasting Love」（編曲）
- 「向日葵」（編曲）

彩冷える
- 「secret room」（メンバーと共編曲）
- 「サヨナラ」（メンバーと共編曲）
- 「淡雪」（メンバーと共編曲）
- 「映写機が写す空」（メンバーと共編曲）

ANNA
- 「SCAR」（編曲）
- 「Stand up!」（編曲）

井口裕香
- 「約束 〜僕の詩〜」（編曲）
- 「Manana」（作曲・編曲）
- 「POPCORN SMILE」（編曲）
- 「キミのチカラ」（編曲）
- 「Pueñgue」（作曲・編曲）
- 「ピリオドのない雨」（編曲）
- 「幸せなケーキの作り方」（編曲）

=LOVE
- 「スタート!」（編曲）

石川綾子
- 「シリウス」（編曲）
- 「only my railgun」（編曲）

泉見洋平
- 「千夜一夜」（編曲）

入野自由
- 「Baby Rockin’ now!!」（編曲・サウンドプロデュース））
- 「ワンダフルデイズ」（編曲・サウンドプロデュース）
- 「Go way!」（編曲・サウンドプロデュース）
- 「Still」（編曲・サウンドプロデュース）
- 「ジレンマの夜」（編曲・サウンドプロデュース）
- 「cocoro」（編曲・サウンドプロデュース）
- 「Loud」（編曲）
- 「日々」（編曲）
- 「流星のキミへ」（編曲）
- 「melody」（編曲）

A応P
- 「Never Say Never」（編曲）
- 「アリノママMY WAY」（編曲）
- 「COSMIC MAGIC STARS」（編曲）
- 「初恋Hello注意報」（編曲）
- 「愛がなくちゃ戦えない」（編曲）
- 「ハイエンドグラマラス」（編曲）
- 「Diving tomorrrrow!」（編曲）

AKB48関連
- SKE48
  - 「1!2!3!4! ヨロシク!」（編曲）

- NMB48
  - 「少し苦い人生相談」（作曲・編曲）

ELISA
- 「HIKARI」（編曲）
- 「Wonder Wind」（編曲）
- 「Dear My Friend -まだ見ぬ未来へ- E.M ver. 」（編曲）
- 「Heaven's Sky」（編曲）
- 「エマージュ」（編曲）
- 「for us」（編曲）
- 「プラーナ」（編曲）
- 「Rain Cage」（編曲）
- 「EONIAN -イオニアン-」（編曲）
- 「どこへ…」（編曲）
- 「AR」（編曲）
- 「No pain No gain」（編曲）
- 「WISH」（編曲）
- 「Searching for the light」（編曲）
- 「プラチナ」（編曲）
- 「秘密基地」（編曲）
- 「Shining Wind」（編曲）
- 「Epilogue」（作曲・編曲）
- 「慈しみのボレロ」（編曲）
- 「Shiny Mist」（編曲）
- 「瞬き」（編曲）
- 「prologue of GENETICA」（作曲・編曲）
- 「ex:tella」（編曲）
- 「ORIGIN OF LOVE」（編曲）
- 「優しい嘘」（編曲）
- 「You Raise Me UP」（編曲）
- 「開店ですっ!」（編曲）
- 「閉店ですっ!」（編曲）
- 「Message」（編曲）
- 「プラネタサイリユム」（編曲）
- 「pecial Thanks - 君へ」（編曲）
- 「WISH」（編曲）

大橋彩香
- 「ヒトツニナリタイ」（編曲・ギター）

岡本信彦
- 「クロノスの振り子」（作曲・編曲）
- 「君の笑顔 僕の笑顔」（編曲）
- 「きっと きっと」（編曲）
- 「最最強」（編曲）
- 「青春タイムマシン」（作曲・編曲）
- 「Star Fanfare」（編曲）
- 「HOLY HOLY」（編曲）
- 「Lost universe」（編曲）
- 「Over the Horizon」（編曲）
- 「Happy memories」（編曲）

岡本信彦×Trignal
- 「光を」（編曲）

神谷浩史
- 「START AGAIN」（作曲・編曲）
- 「当たり前なんかない」（編曲）

可憐Girl's
- 「Over The Future (Light Speed mix)」（編曲）
- 「MY WINGS」（作曲・編曲・プログラミング・サウンドプロデュース）
- 「ぴかっときらっと! Dash girl's」（編曲）

Cyua
- 「realize -夢の待つ場所-」（作曲・編曲）
- 「Undo -明日への記憶-」（作曲・編曲）
- 「undeletable」（作曲・編曲）

清浦夏実
- 「夏の記憶」（作曲）

栗林みな実
- 「approach completion」（編曲）
- 「♡に気をつけて。」（編曲[1]） ※前口ワタル名義

寿美菜子
- 「小さな手紙」（編曲・キーボード）

ジャニーズ事務所関連
- 嵐
  - 「truth」（編曲）
  - 「抱きしめたい」（編曲）
  - 「NOW or NEVER」（編曲）

- A.B.C-Z
  - 「To Night Love」（編曲）
  - 「Crazy Accel」（作曲）

- GOLF&MIKE
  - 「凛々SAMURAI」（編曲）
  - 「初恋のアリア」（編曲）

- SMAP
  - 「ひとつだけの愛〜アベ・マリア」（編曲）

- NEWS
  - 「紅い花」（編曲）
  - 「Push On!」（編曲

- Hey! Say! JUMP
  - 「Score」（丹下正男と共編曲）

大国男児
- 「夏の記憶」（編曲）

ダイスケ
- 「いつだって。」（飯田哲也と共編曲）

玉置成実
- 「あなた色の涙」（作曲）

田村ゆかり
- 「PINK AQUARIUM」（作曲）

早見沙織
- 「やさしい希望」（編曲）
- 「ブルーアワーに祈りを」（編曲）
- 「Bright Hopes」（編曲）
- 「Installation」（編曲）
- 「その声が地図になる」（編曲）
- 「雨の水平線」（編曲）
- 「eve」（編曲）
- 「NOTE」（編曲）
- 「To years letter」（編曲）

野田愛実
- 「Happy Smile」（編曲）

橋本みゆき
- 「ETERNAL RED」（作曲・編曲）

藤澤ノリマサ
- 「Cross Heart」（作曲・編曲）
- 「愛の奇跡」（編曲・サウンドプロデュース）
- 「Farfalla」（編曲）
- 「君が待つ家 〜AVE MARIA〜」（編曲）
- 「if 〜白鳥の湖〜」（編曲・ギター）

放課後プリンセス
- 「Memories 〜君と僕の交差点〜」（編曲）

牧島有希
- 「オンナジキモチ」（作曲）

水野佐彩
- 「My Secret」（編曲）

May J.
- 「Shiny Sky」（編曲）

### アニメ・ゲームソング
がっこうぐらし!
- 「HERO」（編曲）
- 「RUN & RUN」（編曲）
- 「卒業あるばむ」（編曲）

拡張少女系トライナリー
- 「Sigh-nage 〜吐心感情戦〜」（編曲）

神のみぞ知るセカイ
- 「God only knows」（作曲・編曲）（第二幕、第三幕、終幕の作曲を担当）
- 「集積回路の夢旅人」（作曲・編曲）（作曲は木村香具良と共同）
- 「God only knows 第三幕」（木村香具良と共作曲）
- 「A Whole New World God Only Knows」（編曲）
- 「God only knows -Secrets of the Goddess-」（編曲）
- 「コイノシルシ」（全編曲）
- 「アイノヨカン」（全編曲）
- 「キズナノユクエ」（全編曲）
- 「Oh! まい☆GOD!!」（編曲・ギター）
- 「コイノシルシ from Elsie」（編曲）
- 「ラスト・ダンス」（編曲）
- 「ハッピークレセント」（編曲）
- 「コイノシルシ from Shiori」（編曲）
- 「NAKED GENIUS」（編曲）
- 「HAPPYEND」（編曲）
- 「キズナノユクエ from Tenri」（編曲）
- 「ろまんちっく☆2Night」（編曲）
- 「桜色卒業」（編曲・ギター・ベース）
- 「Date of Birth」（作曲・編曲）
- 「YES-TODAY」（編曲）
- 「ALL 4 YOU」（編曲）
- 「Birth」（作曲・編曲）
- 「青春パラダイス」（編曲）
- 「Nonstop!! Hunters」（編曲）
- 「アタフタNight & Day!」（編曲・ギター）
- 「コイノシルシ feat. 駆け魂隊」（編曲）
- 「1'st EVOLUTION→」（編曲）
- 「Dancing Star」（編曲）
- 「Angel Night ～天使のいる場所～」（編曲）
- 「もっと! モット! ときめき」（編曲）
- 「アッセンブル・インサート」（編曲）
- 「想い出がいっぱい」（編曲）

Gift 〜ギフト〜 eternal rainbow
- 「凛と、凛と」（作曲・編曲）
- 「虹色の涙」（作曲・編曲）

金色のコルダ
- 「if」（編曲）
- 「天使の吐息」（編曲）

最近、妹のようすがちょっとおかしいんだが。
- 「ミライパズル」（編曲）

さばげぶっ!
- 「グラマラス・サバイバル」（編曲）

スタミュ
- 「星のストライド」（編曲）

ダイヤのA
- 「未来へつなげ」（編曲）

デジモンアドベンチャーシリーズ
- デジモンアドベンチャー tri.
  - 「ハートを探せ」（作曲・編曲）

To LOVEる -とらぶる-
- 「Beyond The Darkness」（編曲）
- 「そして君と恋をする from 金色の闇」（編曲）
- 「そして君と恋をする」（編曲）

ニセコイ
- 「はなごのみ」（編曲）
- 「マジカル☆スタイリング」（編曲）
- 「クレヨンカバー」（編曲）

ノブナガ・ザ・フール
- 「NAME OF FLOWER」（編曲）

BATON=RELAY
- 「Start me up」（編曲）
- 「月光アイ歌」（編曲）

ハヤテのごとく!
- 「カラコイ 〜だから少女は恋をする〜」（編曲）
- 「AFTER 0:00」（編曲）
- 「僕ら、駆け行く空へ」（編曲）
- 「Forever Star」（編曲）
- 「OVERTURE」（編曲）
- 「深淵」（編曲）
- 「CAN'T TAKE MY EYES OFF YOU (Epilogue)」（編曲）
- 「-paradigm shift-」（編曲）
- 「カラコイ」（編曲）
- 「ヒロインはここにいる!」（編曲）
- 「アスタリスク」（川崎里実と共編曲・ギター）
- 「Here I am, Here we are」（編曲）
- 「Spring has come!!」（作曲・編曲）
- 「TOMORROWスケッチ」（作曲・ストリングスアレンジ）
- 「クリスマスの少年」（編曲）
- 「水曜日のサンデー」（編曲）

ベン・トー
- 「ひとくち♡ちょうだい」（作曲）

魔法科高校の劣等生
- 「Sincerely」（編曲）
- 「Make It Happen!!」（編曲）
- 「瞳の奥のFantasy」（編曲）
- 「放課後Twilight」（編曲）
- 「キラリ☆ONE WAY LOVE」（編曲）
- 「PHASE」（編曲）
- 「EVER WHITE」（編曲）
- 「MAGICAL∞LESSON」（編曲）
- 「DUAL SWORD」（編曲）
- 「純愛エンドレス」（編曲）
- 「BesTie」（編曲）
- 「情熱BLAZE AWAY」（編曲）

モブサイコ100
- 「99」（編曲）

ラブライブ!
- 「孤独なHeaven」（作曲）
- 「Happy maker!」（作曲・編曲）

ラブライブ！サンシャイン!!
- 「Daydream Warrior」（作曲）
- 「CHANGELESS」（作曲・編曲）

銀河英雄伝説 Die Neue These 邂逅
- 「WISH」（作曲）

## 劇伴作品
- ジュエルペット ハッピネスシリーズ
  - ジュエルペット ハッピネス
  - ジュエルペット スウィーツダンスプリンセス
- Suzy's Zoo だいすき! ウィッツィー
- ハヤテのごとく!シリーズ
  - ハヤテのごとく! CAN'T TAKE MY EYES OFF YOU
  - ハヤテのごとく! Cuties
  - 劇場版 ハヤテのごとく! HEAVEN IS A PLACE ON EARTH
- 会長はメイド様!
- ささやくように恋を唄う

## レコーディング参加
ChouCho
- 「空とキミのメッセージ」（ギター）